# Seoul Infernal
Die Philadelphia Fusion war ein US-amerikanisches professionelles Overwatch eSport Team mit Sitz in Philadelphia, Pennsylvania, das bis zur fünften Saison der Overwatch League (OWL) antritt. Die Philadelphia Fusion war eines von zwölf Gründungsmitgliedern der OWL und wurde von Tucker Roberts, dem Sohn von Comcast CEO Brian Roberts, geleitet. Seit der sechsten Saison ist es als Seoul Infernal bekannt.

## Geschichte
Die Philadelphia Fusion wurde als Teil der Atlantic Division der ersten zwölf Overwatch-Teams aus einer heterogenen Gruppe von Spielern und Teams aus der EU, Israel und Südkorea bekannt gegeben. Visa-Probleme führten dazu, dass das Team nicht an der Vorsaison teilnehmen konnte und zum ersten Mal kurz vor Beginn von Phase 1 zusammen spielte. Visa-Probleme führten auch dazu, dass Eqos Debüt bis zum Start von Phase 2 verschoben wurde und SADO wegen Account Boosting gesperrt wurde bis zum Start von Stage 3 nicht spielen konnte. Trotz dieser personellen Probleme belegten das Team in Stage 1 den siebten Platz und in Stage 2 den dritten Platz. Mit ihrem dritten Platz erreichten sie die Stage 2 Playoffs und besiegten das stark favorisierte London Spitfire im Halbfinale, bevor es eine hart umkämpfte Fünf-Spiele-Serie an den New Yorker Excelsior im Finale verlor und als Zweitplatzierter in den Stage 2-Playoffs mit Gewinnen von $ 25.000 endete.
In Stage 3 und 4 erreichte das Team keine weiteren Stage Finals, konnte durch seine Gesamtplatzierung auf dem 6. Platz an den Overwatch League Grand Finals teilnehmen.
Hierbei musste das Team zuerst im Viertelfinale gegen Boston Uprising antreten. Das Gesamtduell endete mit 2-1 für Philadelphia. Im Halbfinale spielte das Team nun gegen das in der Rangliste auf Platz 1 platzierte Team New York Excelsior, wobei Philadelphia als klarer Außenseiter angesehen wurde. Trotz dessen gewann das Team mit 2-0, wobei sie sogar in Satz 1 erstmals NYXL besiegten, ohne dass diese überhaupt einen einzigen Punkt erzielen konnten (Endstand Satz 1: 3-0).
Im Finale trat das Team dann gegen London Spitfire an und wurde mit 2-0 besiegt. Trotz der Niederlage war das Team sehr erfreut über das finale Resultat in der ersten Saison.

## Roster

### Spieler
| Nr. | Alias        | Name                    | Nationalität           | Position |
| --- | ------------ | ----------------------- | ---------------------- | -------- |
| 42  | Boombox      | Isaac Charles           | Vereinigtes Königreich | Support  |
| 15  | Eqo          | Josue Corona            | Israel                 | DPS      |
| 18  | Carpe        | Jae Hyeok Lee (이재혁)  | Südkorea               | DPS      |
| 19  | Fury         | Junho Kim (김준호)      | Südkorea               | Tank     |
| 21  | Poko         | Gael Gouzarch           | Frankreich             | Tank     |
| 9   | SADO         | Sumin Kim               | Südkorea               | Tank     |
| 2   | Ivy          | Seung-hyun Lee (이승현) | Südkorea               | DPS      |
| 33  | FunnyAstro   | Daniel Hathaway         | Vereinigtes Königreich | Support  |
| 17  | Alarm        | Kyung-bo Kim (김경보)   | Südkorea               | Support  |
| 1   | ChipSa       | Philip Graham           | Vereinigtes Königreich | DPS      |
| 10  | Hee-Su Jeong | Kyung-bo Kim (정희수)   | Südkorea               | DPS      |

Stand: 4. Juli 2020

### Mitarbeiter
| Alias     | Name                  | Nationalität           | Rolle             |
| --------- | --------------------- | ---------------------- | ----------------- |
| KDG       | Dong-gun Kim (김동건) | Südkorea               | Head Coach        |
| ChrisTFer | Christopher Graham    | Vereinigtes Königreich | Assistant Coach   |
| Mobydik   | Sim Seung-bo (심승보) | Südkorea               | Assistant Coach   |
| Seeita    | Joni Paavola          | Finnland               | Strategic Analyst |